# Fort Montbarey
Le fort Montbarey est un ouvrage fortifié, construit entre 1777 et 1784 à l'ouest de Brest. Utilisé pendant la Seconde Guerre mondiale par l'armée allemande et l'organisation Todt, il est aujourd'hui un mémorial-musée consacré aux Finistériens et aux Alliés de la France pendant ce conflit.

## Histoire
Ce fort, né de la volonté du roi Louis XVI de faire de Brest une place forte imprenable, était le plus important maillon de la défense terrestre ouest de la ville (prévu pour 500 à 600 soldats). La construction du camp retranché de Brest Saint-Pierre est contemporaine de la Guerre d'Indépendance des États-Unis et de potentielles attaques anglaises par voie terrestre.
Il devint une caserne logistique allemande de juin 1940 à 1944. Il fut un camp de travail pour les centaines de Républicains Espagnols réfugiés contraints à participer à la construction de la base sous-marine de Brest et aux composantes du mur de l'Atlantique. Dans les derniers jours de la Bataille de Brest des éléments (60-70 selon les sources) de la deuxième division allemande parachutiste, y tinrent un siège de quatre jours, constituant la dernière poche de résistance ennemie au combat. Ce fut après de nombreux assauts et la mise en œuvre de chars lance-flammes britanniques de type Churchill Crocodile que la place se rendit le 16 septembre 1944. La ville sera libre le 18 septembre, deux jours plus tard.
Pendant la guerre froide, le fort Montbarey est le siège du centre de commandement de la DCA (Défense Contre Avions) de l'Ouest breton et du port de Brest. Dès 1953, deux bunkers vinrent remplacer l'aile sud du fort ancien, abîmée par un tir d'obus de gros calibre, et supporter un radar de veille "air" lointaine ainsi que les installations de commandement et techniques du centre. Ces installations furent désaffectées à la fin des années 1970.
Depuis 1984, il est loué à la ville de Brest par l'État pour constituer un mémorial-musée à la mémoire des Finistériens pendant la Seconde Guerre mondiale, vie, combats, résistances et déportation. Depuis cette date, l'association "Mémorial des Finistériens", créatrice du Mémorial 39-46, le gère, en assure bénévolement l'ouverture, les évènements et l'entretien à sa portée. Une exposition sur "Brest en ruines" y est présentée. On peut y voir un "wagon de la mort" ayant servi à la déportation et de nombreux véhicules américains et pièces de DCA (Défense Contre l'Aviation) ainsi qu'un char anglais Churchill. L'objectif premier de l'association, entre 1984 et 86, a été de recenser l'identité des plus de 10 000 natifs du Finistère, Morts pour la France du fait de ce conflit : des militaires, des résistants des Forces françaises libres militaires et de l'Intérieur, des victimes civiles. Leurs noms figurent dans la crypte du souvenir au centre du fort. Ce dernier accueille chaque année des milliers de visiteurs.

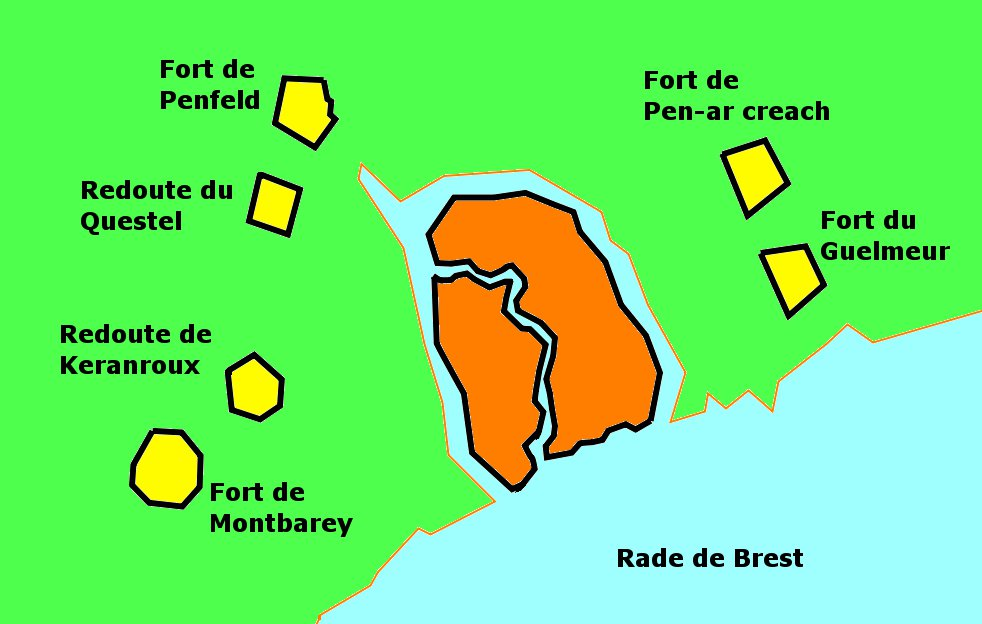
La ceinture de forts protégeant Brest côté terre

## Thématiques proposées
- La visite d'un fort de type Vauban construit sous Louis XVI
- La galerie des 10 000 finistériens morts pour la France
- Hommage aux alliés tués au combat
- Photos de Brest en ruines
- Les films sur Brest en guerre
- Le wagon de la déportation
- Des véhicules militaires d'époque
- Divers matériels de la guerre 39/45
- Des expositions
- Des maquettes de scènes de combats

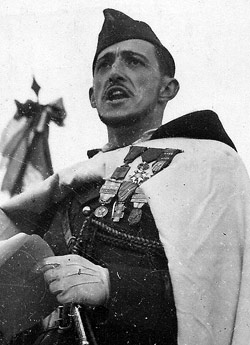
Charles Le Goasguen, président-fondateur de l'association du Mémorial Montbarey

## Galerie photos

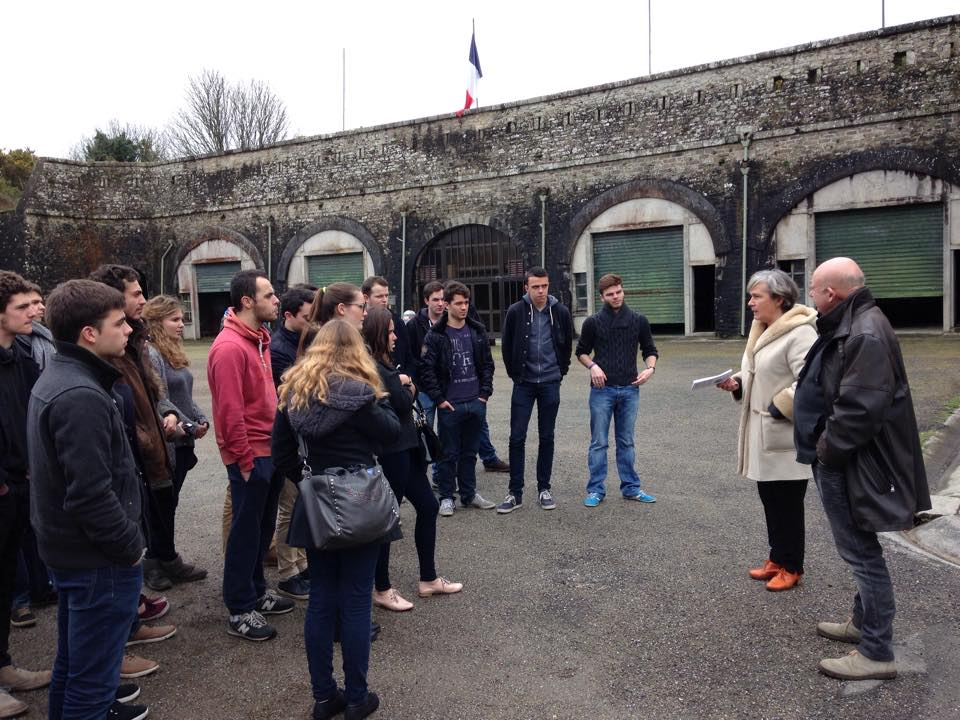
Le fort Montbarey est ouvert aux visites de groupes et aux visites individuelles durant toute l'année.

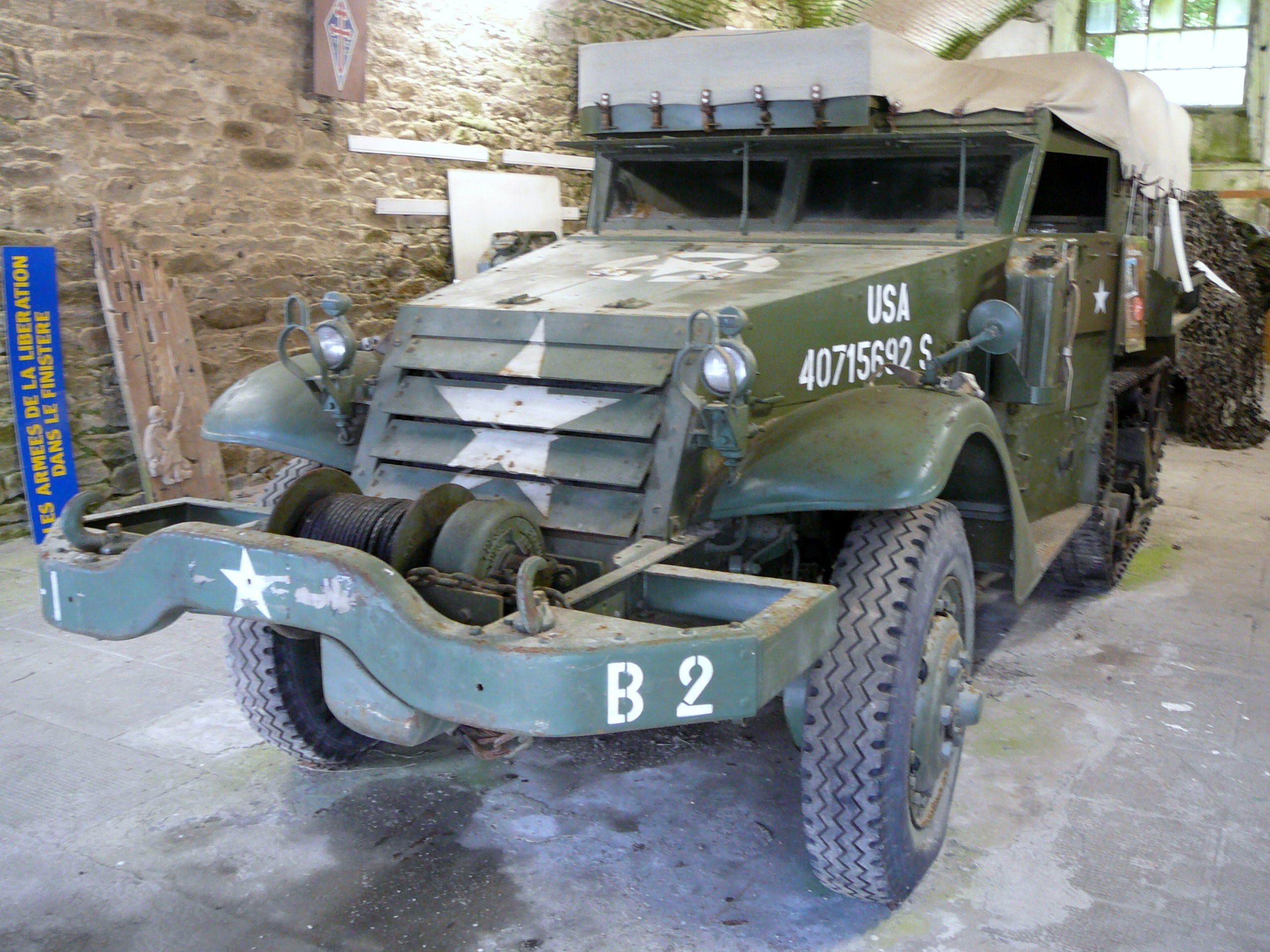
M3 Halftrack
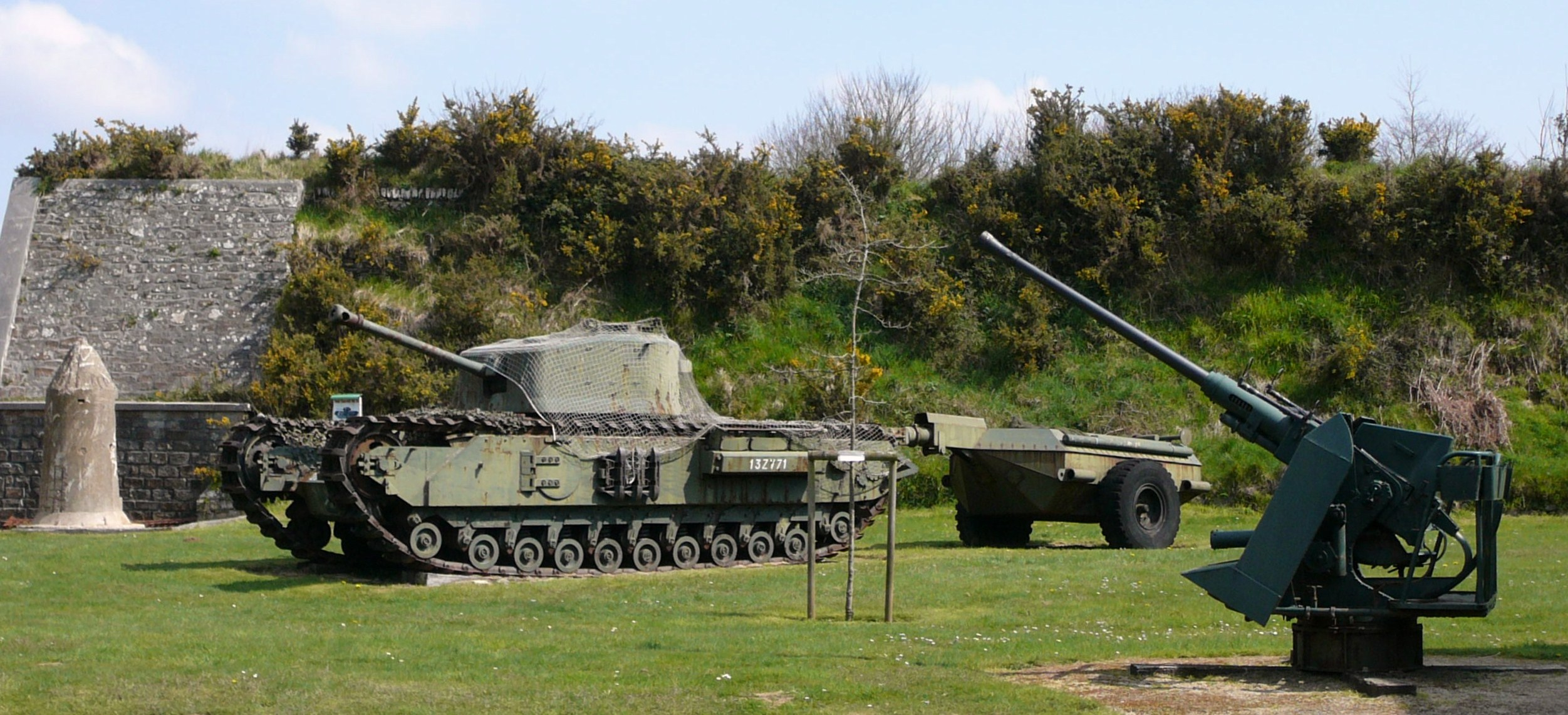
Char d'assaut anglais Churchill
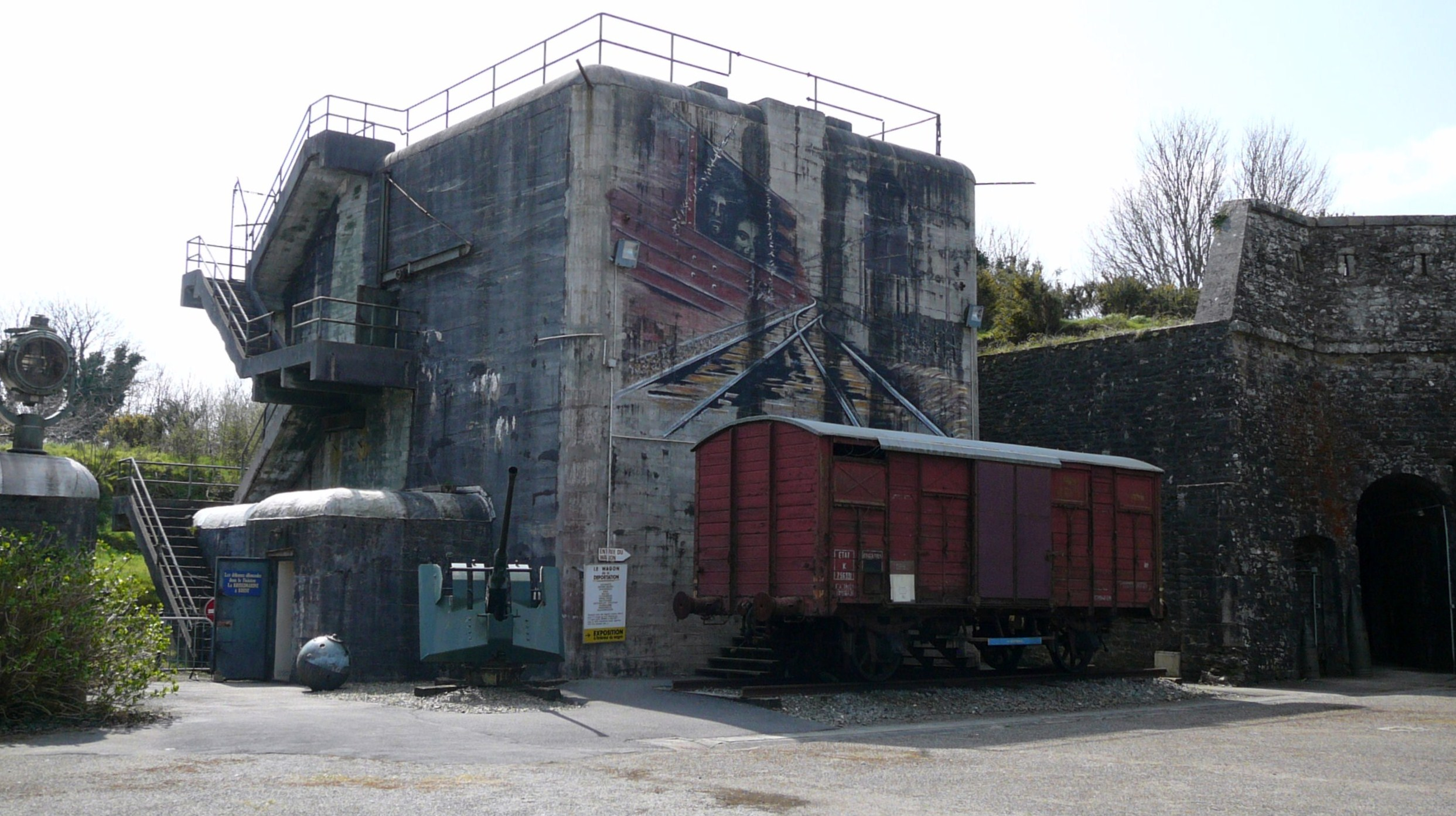
Fort Montbarey